# Czarna Woda (województwo kujawsko-pomorskie)
Czarna Woda – osada leśna w Polsce położona w województwie kujawsko-pomorskim, na obszarze Wdeckiego Parku Krajobrazowego, w powiecie świeckim, w gminie Osie.
W latach 1975–1998 miejscowość administracyjnie należała do województwa bydgoskiego.